# Battaglia dei Campi Raudii
La battaglia dei Campi Raudii, conosciuta anche come battaglia di Vercellae, fu combattuta nel 101 a.C. fra un esercito della Repubblica romana, comandato dal console Gaio Mario, e un corpo di spedizione formato da tribù germaniche di Cimbri, vicino all'insediamento di Vercellae, nel territorio di quella che a quel tempo era la Gallia Cisalpina o a Cimbriolo, nel Mantovano. I Cimbri furono letteralmente distrutti, con più di 140000 morti e 60000 prigionieri, compresi moltissimi fra donne e bambini. Una gran parte del merito di questa vittoria fu attribuito a Lucio Cornelio Silla, legato del proconsole Quinto Lutazio Catulo, che comandava la cavalleria romana e degli alleati italici.

## Identificazione del luogo

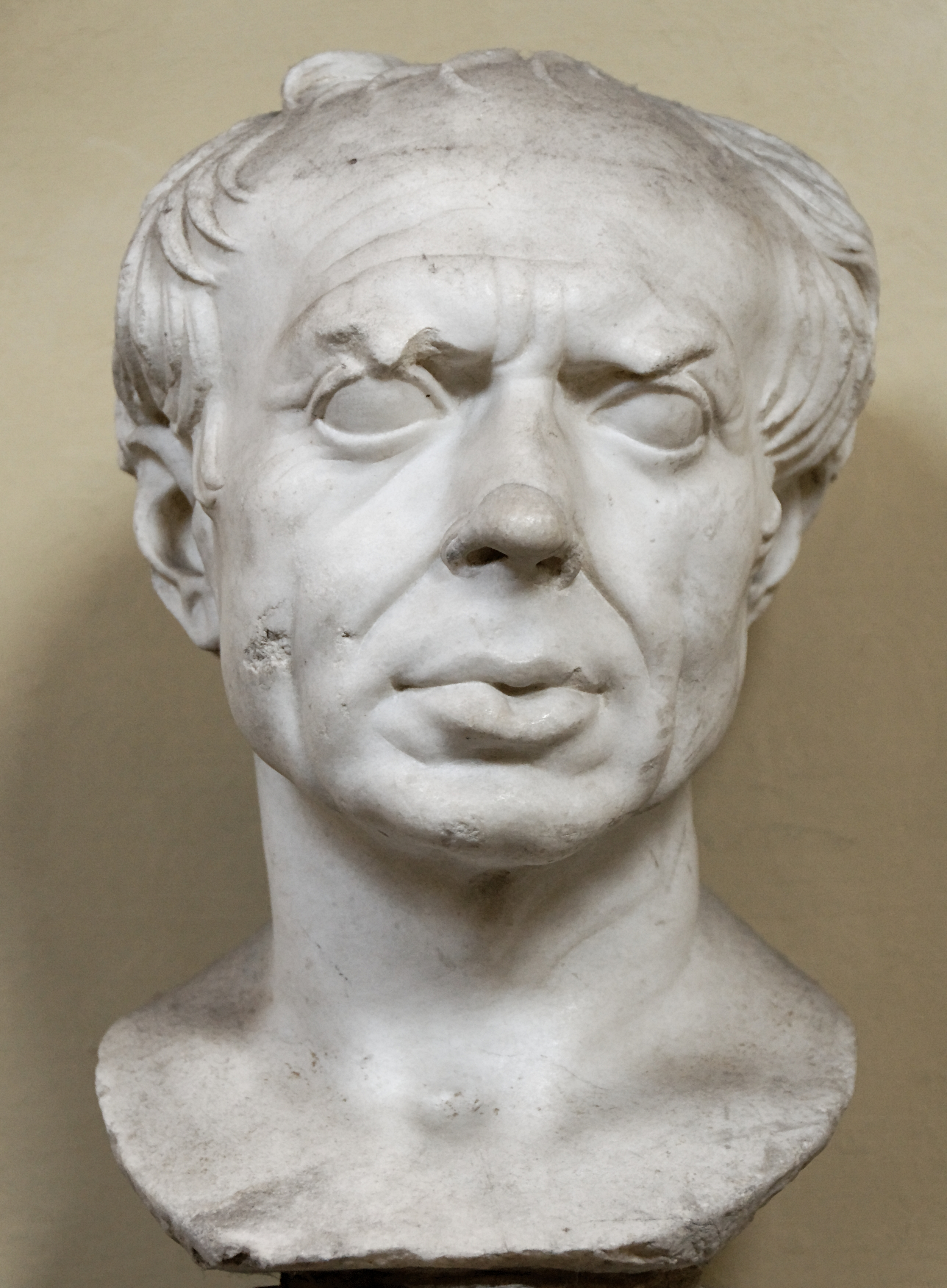
Gaio Mario, il generale romano vincitore della battaglia

L'individuazione della zona è assai controversa e nessuna ipotesi sembra prevalere sulle altre.

### Ipotesi zona del Vercellese (e altre piemontesi)
La tradizione ormai consolidata suole identificare Vercellae, il luogo citato da Plutarco nelle sue "Vite parallele", con l'odierna Vercelli; ciò porterebbe a pensare che i Cimbri avessero valicato le Alpi attraverso la Val d'Ossola.
Alcuni storici pensano però che il termine potrebbe non essere il nome proprio di una località e dunque sarebbe da tradurre come nome comune ossia i vercelli, termine molto diffuso nella Gallia Cisalpina, con cui si indicavano zone minerarie sotto sfruttamento, situate alla confluenza di corsi d'acqua e quindi ricche di minerali metalliferi. I «Campi Raudii» delle fonti latine hanno all'incirca lo stesso significato. La parola raudius è infatti un antico termine tecnico della metallurgia. L'espressione «Campi Raudii» sta perciò a significare un complesso minerario-industriale alimentato dal materiale alluvionale concentrato alla confluenza di due o più fiumi.
Va comunque segnalato a sostegno della tesi tradizionale che nell'area in sponda sinistra (orografica) del fiume Sesia, poco a nord di Borgo Vercelli e circa a 5 km di distanza dalla città di Vercelli, sono eccezionalmente numerosi i ritrovamenti archeologici presumibilmente legati alla battaglia. La localizzazione nei pressi di Vercelli è dunque utilizzata nell'analisi del Mommsen riportata sotto ed è condivisa dalla maggioranza degli studiosi.
Altra ipotesi storicamente considerata, è la localizzazione della battaglia presso Gattinara a nord di Vercelli, dove ancora oggi vi è il Santuario di Rado, con chiesa romanica costruita su chiesa di epoca romana, come testimoniato dal campaniletto nel sottotetto (P. Verzone, L'architettura romanica nel vercellese) e come testimonia un'interpretazione etimologica del nome di Gattinara (Catuli Ara, altare di Catulo, proconsole romano, vincitore dei Cimbri e dei Teutoni). Importanti ritrovamenti di tombe e monete romane,  confermerebbero questa più probabile ipotesi.
Tradizionale è anche la rivendicazione del luogo della battaglia da parte del paese di Roddi nelle Langhe: area peraltro intensamente romanizzata proprio a partire da questa epoca.

### Ipotesi zona tra Ferrara e Rovigo
I campi di cui parlano le fonti antiche potrebbero perciò essere situati sulla sinistra del Po, poco più a nord di Ferrara, compresi tra il corso principale del fiume e Rovigo. Dunque i Cimbri, dopo aver scavalcato le Alpi attraverso il Passo del Brennero, si sarebbero diretti a sud seguendo il corso dell'Adige anziché deviare verso nord-ovest. A provare questa teoria esistono ritrovamenti archeologici nei pressi di Rovigo, e il fatto che la località di Lusia, a pochi chilometri dal capoluogo polesano, prenda nome dalla Gens Luxia, strettamente imparentata con Gaio Mario. La stessa figlia del console vittorioso, Maria Tertia, visse nei possedimenti di famiglia nell'odierna Lusia, territori che dopo la vittoria vennero distribuiti alle truppe e in parte occupati da Mario, che fece installare qui fattorie per lo sfruttamento agricolo della fertile regione. Recenti studi sull'origine del castello di Rovigo hanno permesso di appurare, a riprova di quanto sostenuto, che le fondazioni delle torri pendenti del castello sono costituite proprio da un insediamento romano di natura agricola.

### Ipotesi zona del Mantovano

Principali strade romane. In grigio la Via Postumia

In uno studio del 2014 è stata avanzata una nuova ipotesi circa il luogo in cui si svolse la battaglia. Basandosi sulla toponomastica, sarebbe stata individuata una località compresa tra Redondesco (Raudaldisco in epoca longobarda) e Rodigo (Raudingo in epoca longobarda), in provincia di Mantova, nomi che entrambi rimandano ai campi «raudi», luoghi in prossimità della via Postumia che i Cimbri avrebbero incontrato scendendo dal Brennero. Anche la località di Cimbriolo, nel comune di Castellucchio.  (Castrum Lucius - Lucius Sulla?)),rimanderebbe all'omonima popolazione. Torna dunque di attualità un'ipotesi sostenuta dagli storici Ganelli e Agnelli nel Seicento circa il luogo del mantovano ove avvenne lo scontro.
La battaglia dei Campi Raudii potrebbe dunque essere avvenuta nel mantovano: la prova, o meglio le prove, sono scaturite da una ricerca condotta negli ultimi cinque anni dallo storico locale Gualberto Storti.

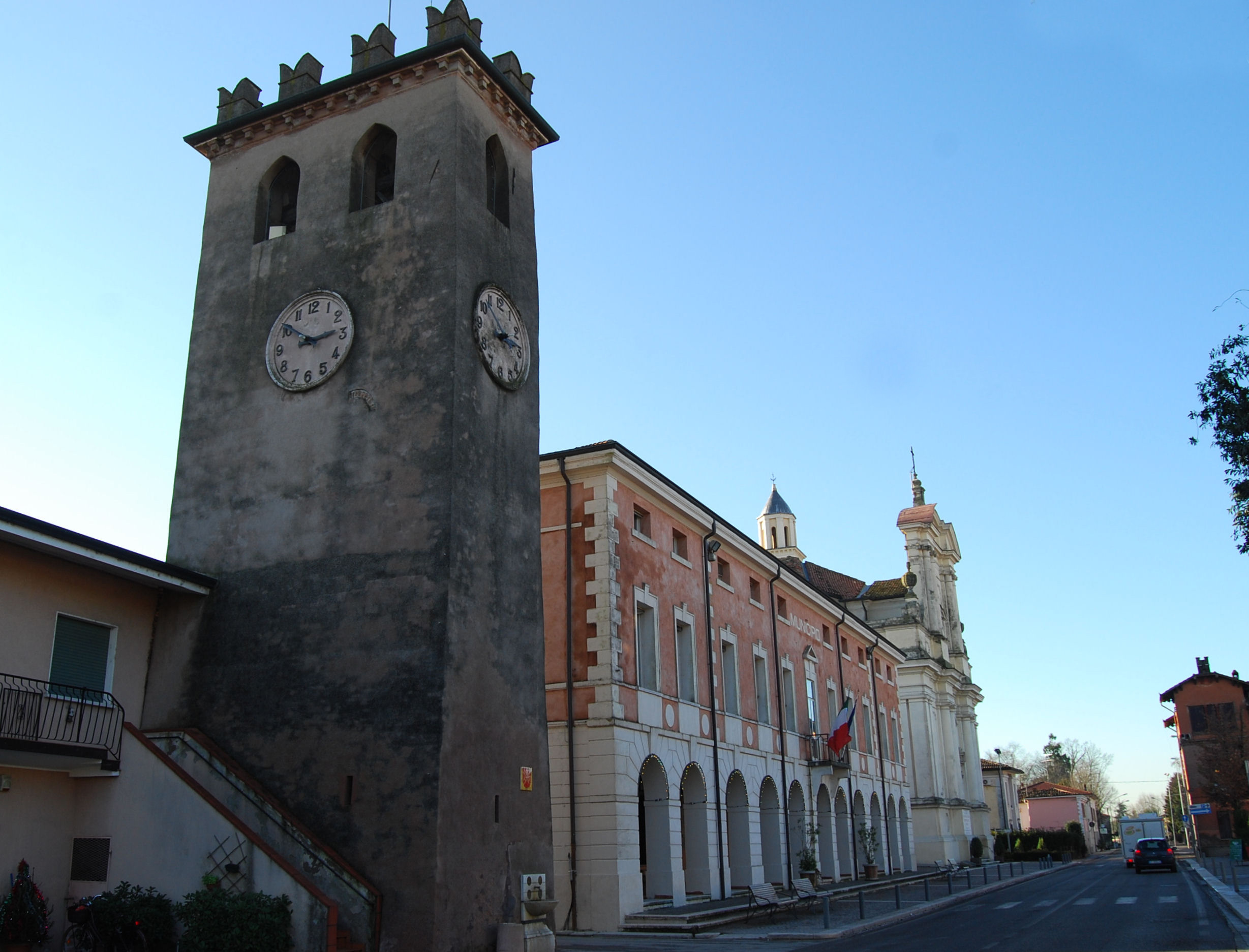
Rodigo, palazzo comunale

I Cimbri dopo il loro ingresso in Italia attraverso le Alpi Tridentine si erano stanziati nella Venezia. Il re Boiorige, intenzionato a stabilirsi definitivamente con la sua popolazione nella Gallia Cisalpina sollecitò allo scontro il console Gaio Mario, che accettò la sfida indicando luogo e la data: all'indomani nella "apertissima pianura", poco distante. Roma era la meta ambita dai Cimbri. Numerosi studiosi e storici a partire dal XV secolo, epoca delle prime traduzioni dal greco al latino e nella quale furono date alla stampa le prime volgarizzazioni, hanno cercato di individuare il luogo dove si svolse la battaglia. Luogo che per un errore di trascrizione portò a ritenere che lo scontro fosse avvenuto nel Piemonte. Noncuranti delle versioni latine che indicavano nella località denominata "Raudio", che si trovava in un territorio che i soldati avevano ricordato come campi raudii, cioè campi dal colore rosso ramato alcuni storici preferirono adottare la versione del biografo Plutarco che, nella vita di Mario aveva scritto che la battaglia si era svolta in una località dal nome Berxella. La traduzione dal greco al latino portò gli studiosi a ritenere che il biografo greco intendesse riferirsi a Vercelli. Da oltre cinquecento anni, epoca delle prime traduzioni dal greco al latino, la frase incriminata fissò la precisazione di Plutarco con «perì Berxella» con apud vercellas. Traduzione che si è rivelata poco convincente, considerato che seguendo le fonti antiche giunteci i Cimbri non possono essere giunti nel lontano Piemonte, nonostante le affermazioni di numerosi e qualificati storici del passato. La recente scoperta storica ha portato a una diversa interpretazione dell'avvenimento. La nuova proposta, definita clamorosa, dimostra che i Cimbri furono massacrati nel mantovano. La toponomastica, la rilettura delle fonti antiche e l'archeologia dimostrerebbero che lo scontro avvenne lungo la via Postumia, nel tratto compreso fra Villafranca veronese e Calvatone (antica Bedriacum), più precisamente fra i due fiumi Mincio e Oglio. Il nome "campi Raudii", richiamava il colore della terra su cui si era svolta la battaglia. Il nome "raudii" (terreni rosso-ramati) venne coniato dai soldati reduci dallo scontro. La notizia del colore del terreno su cui si combatté era un fattore molto importante e determinante nella ricerca dell'individuazione di Raudio. Lungo la via Postumia, nel tratto indicato, i campi hanno assunto una colorazione ramata, rossiccia. Oltre all'indizio del colore della terra altri interessanti indizi toponomastici richiamano e ricordano l'avvenimento: Cimbriolo, Mariana, Raudio (odierno Rodigo), il terreno pianeggiante, al centro della pianura padana. La certezza che la battaglia si sia svolta nel mantovano è stata confortata da due importantissime scoperte: l'individuazione del fiume Atisone e l'identificazione della fantomatica Berxella. L'Atisone e la Berchella citate dal biografo greco Plutarco, autore delle Vite parallele, dimostrerebbero senza alcun dubbio che non nel vercellese, bensì nel mantovano, avvenne lo scontro. Ora dopo la clamorosa scoperta appare chiaro che Plutarco citando Berchella non intendeva assolutamente riferirsi alla città piemontese, bensì ad un oscuro villaggio del mantovano. Il percorso del fiume Atisone (Alis(i)one in epoca longobarda e Osone attuale), che secondo Plutarco attraversava il campo di battaglia, è ancora oggi ben visibile dalle foto aeree e dal satellite. Lo studioso e storico mantovano Gualberto Storti ha identificato documenti antichi dove è citata la località Berxella, che si trovava nei pressi di Cimbriolo.
La traduzione dal greco al latino di Berxella con Vercelli si è rivelato come un grossolano errore, che ha indotto molti studiosi a credere che la battaglia si fosse svolta nel Piermonte. L'errata interpretazione diventò un luogo comune e la tradizione fu accettata fino ai giorni nostri. Il nobile veronese Scipione Maffei, nel 1732 aveva ipotizzato che la località fosse da ricercare fra il veronese e il mantovano. Jacopo Zennari con due sue interessanti studi tentò di fissare il luogo dello scontro fra Ferrara e Rovigo. Partendo da due semplici indizi, quali l'epigrafe scoperta nei pressi di Ferrara che citava una Vercellense padana e facendo derivare Rovigo dal nome "Raudio", lo studioso ritenne di avere finalmente identificato il luogo. "Raudio", citato dallo storico latino Anneo Floro, è invece da identificarsi con l'attuale Rodigo. ("Raudio", Raudigium, Rodigo). Scavi della fine dell'Ottocento hanno riportato alla luce mucchi di proiettili utilizzati dai frombolieri che sappiamo essere stati inseriti nelle truppe ausiliarie romane proprio da Gaio Mario, dopo la conquista delle Isole Baleari avvenuta nel 121 a.C. Il ritrovamento dei proiettili presso la «Bellanda» (da bellum=battaglia/guerra), nei pressi di Cimbriolo dimostra che in quel luogo si tenne una battaglia. Fonti antiche ricordano che i frombolieri facevano parte delle truppe che Gaio Mario aveva portato in Numidia nella guerra contro Giugurta (118-105 a.C.). Numerosi frombolieri erano presenti anche alle Aquae Sextiae (102 a.C.), come ricordato dagli storici antichi.
La toponomastica, l'utilizzo della Postumia, le individuazioni della località Berxella e del fiume Atisone offrono sufficienti motivi per ritenere che l'antichissima diatriba sia giunta alla sua conclusione.
La toponomastica, il rispetto delle fonti antiche, i proiettili scoperti a Cimbriolo, in uso ai frombolieri romani, il colore rosso-ramato del terreno lungo la via Postumia potrebbero portare nuova luce sull'individuazione di Raudio (Lucio Anneo Floro) e dei Campi Raudii (Velleio Patercolo).

## La battaglia

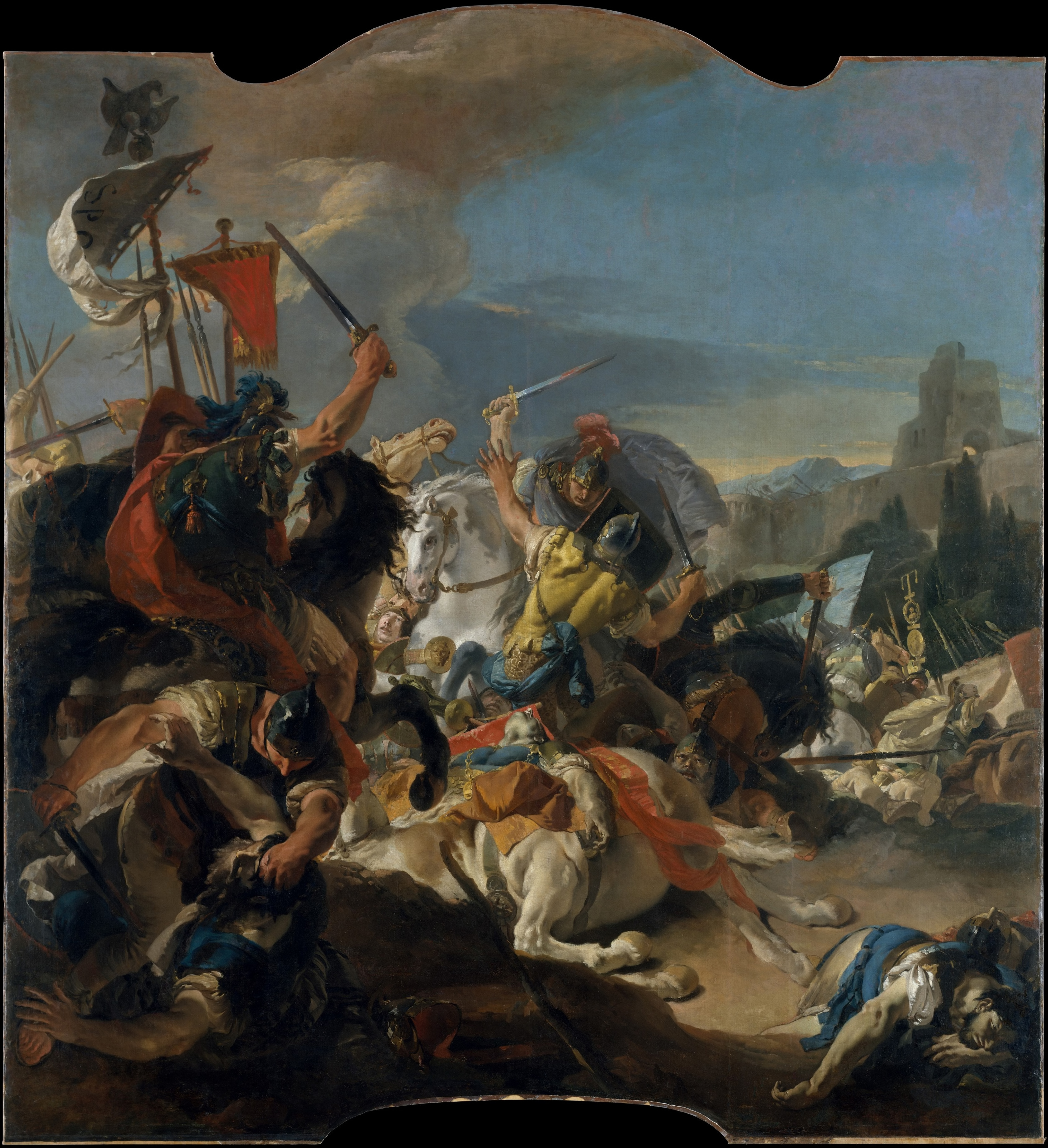
Giovanni Battista Tiepolo, Battaglia di Vercelli, 1725-1729

Ecco la ricostruzione di Theodor Mommsen:
Alla notizia della disfatta i Tigurini, che erano rimasti al di là delle Alpi, col proposito di unirsi successivamente ai Cimbri, rinunciarono immediatamente all'impresa e fecero ritorno alle loro sedi. La valanga umana, che per tredici lunghi anni aveva seminato terrore fra i popoli stanziati fra il Danubio, l'Ebro, la Senna ed il Po, si trovava sepolta sotto l'erba oppure soggiogata in schiavitù.
Il destino del grande miraggio della migrazione germanica si era compiuto, il popolo senza patria dei Cimbri ed i loro compagni di avventura non esistevano più.»

## Conseguenze

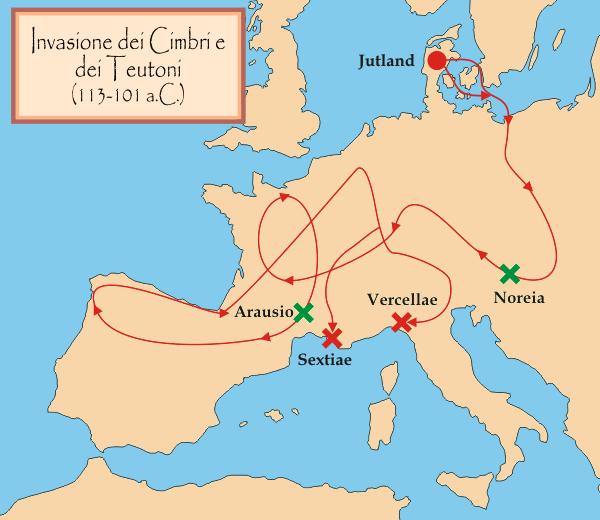
Mappa delle invasioni di Cimbri e Teutoni

La vittoria dei Campi Raudii, immediatamente successiva alla sconfitta dei Teutoni, avvenuta l'anno precedente sempre ad opera di Mario nella Battaglia di Aquae Sextiae, pose termine al tentativo germanico di invadere i territori controllati da Roma. Questa battaglia, inoltre, ebbe anche una profonda influenza sulle vicende politiche di Roma stessa, segnando l'inizio della rivalità fra Gaio Mario e Silla, che sfociò successivamente nello scoppio della prima delle grandi guerre civili. Come ricompensa per il loro prezioso e coraggioso servizio, Mario concesse la cittadinanza romana ai soldati degli alleati italici, senza nemmeno prima consultare il senato.
Quando alcuni dei senatori gli chiesero di giustificarsi egli ironicamente rispose che nella concitazione della battaglia gli era stato difficile capire se la voce di Roma era quella degli alleati oppure quella della legge. Da questo momento in poi tutte le legioni italiche sarebbero state automaticamente considerate legioni romane. Fu anche la prima volta che un generale vittorioso osasse sfidare apertamente il Senato. Non sarebbe stata nemmeno l'ultima; nell'88 a.C., Silla, sfidando sia il Senato che le tradizioni, avrebbe guidato le sue truppe all'interno delle stesse mura cittadine, mentre Gaio Giulio Cesare, quando nel 49 a.C. ricevette dal Senato l'ordine di abbandonare il comando e di presentarsi a Roma per rispondere dell'accusa di cattiva condotta delle operazioni, attraversò il Rubicone (confine del pomerium) con una delle sue legioni e marciò sulla capitale.
Quest'ultimo episodio rappresentò l'inizio della guerra civile fra Cesare e le forze fedeli al Senato guidate da Pompeo, segnando di fatto la fine della Repubblica romana.

## Note

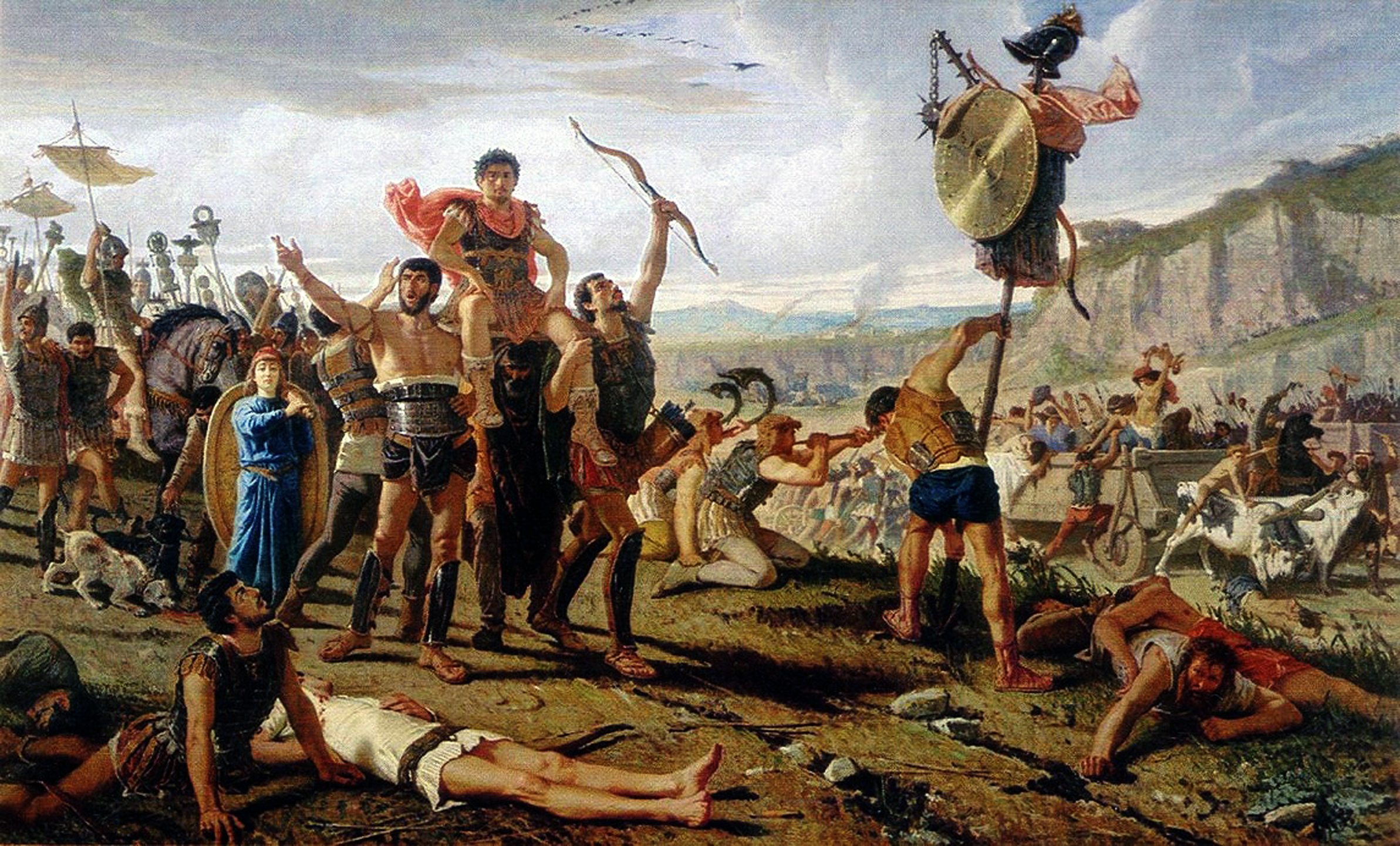
Francesco Saverio Altamura, Mario vincitore dei cimbri, 1863 circa

## Libri sull'argomento
- Sebastiano Vassalli, Terre selvagge, Milano, Rizzoli, 2014, ISBN 978-88-58-66225-0.